# Bašići (gmina Gacko)
Bašići (cyr. Башићи) – wieś w Bośni i Hercegowinie, w Republice Serbskiej, w gminie Gacko. W 2013 roku liczyła 19 mieszkańców.